# Tour de Langkawi 2011
Die 16. Tour de Langkawi war ein Rad-Etappenrennen, das vom 23. Januar bis zum 1. Februar 2011 stattfand. Die Rundfahrt wurde in zehn Etappen über eine Gesamtdistanz von 1315,4 Kilometern ausgetragen. Das Rennen war Teil der UCI Asia Tour 2011 und dort in die Kategorie 2.HC eingestuft.

## Teilnehmer
| Professional Continental Teams Landbouwkrediet Androni Giocattoli-Serramenti PVC Diquigiovanni Colnago-CSF Inox Team Europcar CCC Polsat Polkowice Farnese Vini-Neri Sottoli Skil-Shimano UnitedHealthcare Pro Cycling UCI Continental Teams Chipotle Development Team Tabriz Petrochemical Team Aisan Racing Team Giant Kenda Cycling Team Drapac Champion System Suren Cycling Team LeTua Cycling Team Terengganu Cycling Team MTN Qhubeka Azad University MAX Success Sports Nationalmannschaften Malaysia Südkorea Singapur |

Am Start standen insgesamt 23 Mannschaften, davon acht Professional Continental Teams (Landbouwkrediet aus Belgien, Androni Giocattoli-Serramenti PVC Diquigiovanni, Colnago-CSF Inox und Farnese Vini-Neri Sottoli aus Italien, Team Europcar aus Frankreich, CCC Polsat-Polkowice aus Polen, Skil-Shimano aus den Niederlanden und UnitedHealthcare Pro Cycling aus den USA). Des Weiteren nahmen zwölf UCI Continental Teams, die meisten aus Asien, und drei Nationalmannschaften am Rennen teil.

## Strecke
Die Rundfahrt, die vom malaysischen Sport- und Jugendministerium ausgerichtet wurde, begann mit einer 94 Kilometer kurzen Etappe auf Langkawi Island. Ebenso wie der Auftakt verlief auch der zweite Tagesabschnitt auf weitgehend flachem Gelände, was Massensprints am Ende der Etappen begünstigte.
Zu Beginn der dritten Etappe wartete mit dem Bukit Gantang der erste schwere Anstieg, danach folgten allerdings recht ebene Straßen. Am folgenden Tag wandte sich die Strecke von der Küste ins Landesinnere, der über dreißig Kilometer lange Aufstieg in die Cameron Highlands sollte eine Vorentscheidung im Kampf um den Gesamtsieg bringen. Und auch der fünfte Tagesabschnitt wartete mit einem über dreißig Kilometer langen Pass und einer Bergankunft in den Genting Highlands auf.
Schließlich führten die nächsten, welligen Etappen durch den Südwesten der Insel Langkawi, wobei die siebte Etappe eine weitere Bergankunft aufwies. Am 1. Februar endete das Rennen dann mit einem Rundkurs in der malaysischen Landeshauptstadt Kuala Lumpur.

## Etappen
| Etappe | Tag        | Start – Ziel                             | Typ         | km    | Etappensieger     | Gesamtwertung     |
| ------ | ---------- | ---------------------------------------- | ----------- | ----- | ----------------- | ----------------- |
| 1.     | 23. Januar | Dataran Helang > Pekan Kuah              | Flachetappe | 094,3 | Andrea Guardini   | Andrea Guardini   |
| 2.     | 24. Januar | Kangar > Butterworth                     | Flachetappe | 145,0 | Andrea Guardini   | Andrea Guardini   |
| 3.     | 25. Januar | Taipin > Sitiawan                        | Bergetappe  | 144,9 | Marcel Kittel     | Andrea Guardini   |
| 4.     | 26. Januar | Ayer Tawar > Cameron Highlands           | Bergetappe  | 137,6 | Takeaki Ayabe     | Takeaki Ayabe     |
| 5.     | 27. Januar | Tapah > Genting Highlands                | Bergetappe  | 124,4 | Jonathan Monsalve | Libardo Niño      |
| 6.     | 28. Januar | Rawang > Putrajaya                       | Bergetappe  | 107,0 | Andrea Guardini   | Libardo Niño      |
| 7.     | 29. Januar | Banting > Tampin                         | Bergetappe  | 149,5 | Andrea Guardini   | Libardo Niño      |
| 8.     | 30. Januar | Kuala Pilah > Jasin                      | Flachetappe | 156,5 | Robert Förster    | Jonathan Monsalve |
| 9.     | 31. Januar | Melaka > Nilai                           | Flachetappe | 151,7 | Boris Schpilewski | Jonathan Monsalve |
| 10.    | 1. Februar | UITM Shah Alam > Kuala Lumpur (Rundkurs) | Flachetappe | 104,6 | Andrea Guardini   | Jonathan Monsalve |

## Rennverlauf
Wie erwartet endeten die ersten beiden Tagesabschnitte der Tour de Langkawi 2011 in einem Massensprint. Etwas überraschend war hierbei Andrea Guardini von Farnese Vini-Neri Sottoli in seinem ersten Profi-Rennen jeweils nicht zu schlagen und trug nach seinen ersten Siegen als Berufsradfahrer auch das Gelbe Trikot des Gesamtführenden bis in die Berge. Auf der dritten Etappe musste sich Guardini als Tages-Dritter dann aber erstmals im Sprint geschlagen geben, als der deutsche Neo-Profi Marcel Kittel (Skil-Shimano) ebenfalls seinen ersten Profi-Erfolg einfahren konnte.
Am vierten Tage führte der Weg des Feldes in die Cameron Highlands, wo der dreißigjährige Japaner Takeaki Ayabe vom Aisan Racing Team seinen ersten Sieg in einem internationalen Rennen feierte und die Gesamtführung eroberte. Ayabe hatte sich mit sieben weiteren Fahrern aus der 20-köpfigen Favoritengruppe um zwei Sekunden abgesetzt und war im Endspurt nicht zu schlagen. Auch am folgenden Tag kam es in den Genting Highlands zum Sprint um den Sieg. Dieses Mal war es der Venezolaner Jonathan Monsalve, der – ebenfalls in seinem ersten Profirennen – den Kolumbianer Libardo Niño (LeTua Cycling Team) schlagen konnte. Niño schlüpfte dafür ins Gelbe Trikot mit zwei Sekunden Vorsprung auf Monsalve (Androni Giocattoli). Hinter den beiden Südamerikanern kamen fünf weitere Fahrer mit knappem Rückstand ins Ziel, darunter der spätere Gesamt-Dritte Emanuele Sella.
Auf den nächsten beiden Etappen erfolgten dann wieder Massensprints, in denen erneut Andrea Guardini vorne lag. Doch auf dem achten Tagesabschnitt wurde der Italiener wieder von einem Deutschen geschlagen: Robert Förster von UnitedHealthcare Pro Cycling stand nach zwei Top-Ten-Platzierungen an den beiden Vortagen nun ganz oben und feierte seinen ersten Sieg seit fast zwei Jahren. Vor dem viertplatzierten Guardini lagen noch André Schulze und Dene Rogers. Einen Führungswechsel gab es währenddessen in der Gesamtwertung: dank zwei zweiten Plätzen bei den Zwischensprints und den damit verbundenen Zeitbonifikationen fuhr Jonathan Monsalve mit zwei Sekunden Vorsprung auf Libardo Niño ins Gelbe Trikot.
Wegen einer Überschwemmung wurde die vorletzte Etappe auf 127 Kilometer verkürzt. Überraschend kam es nicht zu einem Massensprint, denn zwanzig Kilometer vor dem Ziel setzte sich eine Spitzengruppe mit elf Mann vom Feld ab, darunter auch Vortagessieger Robert Förster. Der Russe Boris Schpilewski vom Tabriz Petrochemical Team, der zuvor bereits in einigen Massensprints des Rennens unter den Top Ten gelandet war, attackierte einen Kilometer vor dem Ziel und gewann den Abschnitt mit zwei Sekunden Vorsprung. Jonathan Monsalve baute seinen Vorsprung in der Gesamtwertung auf fünf Sekunden aus, nachdem er erneut drei Bonussekunden bei den Zwischensprints herausgefahren hatte. Auf der Schlussetappe in Kuala Lumpur durfte zum fünften Mal Andrea Guardini jubeln, der junge Sprinter gewann somit die Hälfte der Abschnitte, sicherte sich das Blaue Trikot des Punktbesten und feierte ein überragendes Profi-Debüt. Gleiches galt für den Venezolaner Monsalve, der ebenfalls sein erstes Rennen als Berufsradfahrer bestritt und dieses gleich gewann. Der 42-jährige Kolumbianer Libardo Niño dagegen wurde nach einigen Tagen im Gelben Trikot noch abgefangen und beendete die Rundfahrt als Zweiter vor Monsalves italienischem Teamkollegen Emanuele Sella.

### Wertungstrikots im Rennverlauf
| Etappe | Gesamt            | Berg              | Punkte          | Bester Asiate | Team                      | Bestes asiatisches Team   |
| ------ | ----------------- | ----------------- | --------------- | ------------- | ------------------------- | ------------------------- |
| 1.     | Andrea Guardini   | Koen de Kort      | Andrea Guardini | Sungbaek Park | Terengganu Cycling Team   | Terengganu Cycling Team   |
| 2.     | Andrea Guardini   | Koen de Kort      | Andrea Guardini | Anuar Manan   | Terengganu Cycling Team   | Terengganu Cycling Team   |
| 3.     | Andrea Guardini   | Mehdi Sohrabi     | Andrea Guardini | Anuar Manan   | Terengganu Cycling Team   | Terengganu Cycling Team   |
| 4.     | Takeaki Ayabe     | Rahim Emami       | Andrea Guardini | Takeaki Ayabe | Chipotle Development Team | Tabriz Petrochemical Team |
| 5.     | Libardo Niño      | Jonathan Monsalve | Andrea Guardini | Rahim Emami   | Azad University           | Azad University           |
| 6.     | Libardo Niño      | Jonathan Monsalve | Anuar Manan     | Rahim Emami   | Azad University           | Azad University           |
| 7.     | Libardo Niño      | Jonathan Monsalve | Andrea Guardini | Rahim Emami   | Azad University           | Azad University           |
| 8.     | Jonathan Monsalve | Jonathan Monsalve | Andrea Guardini | Rahim Emami   |                           | Azad University           |
| 9.     | Jonathan Monsalve | Jonathan Monsalve | Andrea Guardini | Rahim Emami   | Tabriz Petrochemical Team | Azad University           |
| 10.    | Jonathan Monsalve | Jonathan Monsalve | Andrea Guardini | Rahim Emami   | Tabriz Petrochemical Team |                           |